# Apolonio Díscolo
Apolonio Díscolo (gr. Ἀπολλώνιος ὁ δύσκολος, «Apolonio el difícil»), fue un lingüista griego del siglo II. Es considerado el fundador del estudio metódico de la gramática, al ser autor de varios tratados que dotaron por primera vez a la gramática griega de una base científica. Prisciano le llamó  grammaticorum princeps ("príncipe de los gramáticos").

## Vida y obra
Vivió en Alejandría en condiciones de extrema pobreza y escribió numerosas obras, de las cuales solo se conservan cuatro: el tratado Sobre la Sintaxis y los breves ensayos titulados Sobre los Pronombres, Sobre la Conjunción y Sobre los Adverbios.
Este Apolonio, que se ganó el sobrenombre de dyskolos («difícil») por lo conciso y denso de sus explicaciones, fue el más importante tratadista de sintaxis en la tradición filológica antigua. Solo la Tékhnē grammatiké (Τέχνη Γραμματική) de Dionisio Tracio (siglo I a. C.) rivalizó en prestigio con esta Sintaxis. Pero son dos obras de distinto nivel y estilo. La obra de Apolonio es un tratado sintáctico de estudio amplio, crítico, y bastante personal, sobre los conceptos fundamentales de la construcción gramatical. Qué es la oración, sus partes, las funciones de los pronombres, los significados de las formas verbales, y otros temas sintácticos, son estudiados aquí a fondo, con muchos ejemplos, en buena medida homéricos, de acuerdo con la labor filólogica habitual en los círculos alejandrinos. Apolonio tiene atisbos de sorprendente modernidad, además de recoger y criticar la tradición anterior. 
El gramático Prisciano, se basó para sus textos en los escritos de Apolonio.
Su obra raramente se ha traducido a otros idiomas (solo una vez al alemán, al inglés y al francés). En español, la única edición traducida, con introducción y comentario la podemos encontrar en la Editorial Gredos.